# Chapelle Saint-Donat de Montfort
Pour les articles homonymes, voir Saint-Donat.
La chapelle Saint-Donat est une chapelle caractéristique du premier art roman provençal, située à Montfort dans le département français des Alpes-de-Haute-Provence en région Provence-Alpes-Côte d'Azur.

## Localisation
La chapelle se situe à environ trois kilomètres à vol d'oiseau à l'ouest de Monfort sur la route qui monte de la rive droite de la Durance (à hauteur du village des Mées) vers Mallefougasse et la montagne de Lure.

## Historique
L'église fait partie de l'ermitage où l'ermite Donat du Val aurait vécu, jusqu'à sa mort vers 535. Un pèlerinage naît sur sa tombe.
Le prieuré est donné en 1018 par Guillaume II de Provence à l’abbaye Saint-André du Mont-Andaon ; il passe au XIVe siècle dans le temporel de l'abbaye de Ganagobie jusqu'en 1787.
Elle faisait partie d’un ensemble de quatre églises et chapelles :
- une chapelle en bordure de plateau (disparue);
- une chapelle à flanc de coteau ;
- l’église du couvent des Crottes dite Saint-Donat-le-Haut, comprenant la grotte qui abrita saint Donat, qui était formée de trois nefs égales[4] ; cette grotte ou aven contient encore quelques traces d’une autre construction[5] ;
- plus bas, l’église majeure, dite Saint-Donat-le-Majeur, qui est la seule qui subsiste.

Une récente datation situe la construction de Saint-Donat-le-Majeur entre les années 1030 et les années 1060. 
Utilisée comme habitation puis comme bergerie, l'église fait l'objet d'un classement au titre des monuments historiques depuis le 27 février 1959 et a été restaurée à partir des années 1970.

## Architecture
La chapelle Saint-Donat, dans un excellent état de conservation, est à la fois une des églises les plus anciennes du département des Alpes-de-Haute-Provence et l’une des plus belles dans sa rusticité et sa simplicité.

### Architecture extérieure
Saint-Donat-le-Bas est construite sur un plan basilical, avec une nef haute et des collatéraux. Le clocher-mur implanté sur le transept.
La chapelle est édifiée en moellon, l'utilisation de la pierre de taille se limitant à l'encadrement des baies et aux chaînages d'angle. Elle constitue un exemple de construction du premier art roman méridional.
Elle possède un chevet constitué d'une abside et de deux absidioles semi-circulaires percées chacune d'une étroite fenêtre. L'abside centrale prend appui sur un mur pignon surmonté d'un clocheton à baie campanaire unique. Les absidioles prennent appui sur les murs du transept.
Comme il est de coutume dans l’art roman alpin, le mur nord n’est percé d’aucune baie ; le mur sud, lui, en compte cinq. 
La façade occidentale est percée de deux fenêtres géminées logées sous un arc de décharge
La maçonnerie est percée de nombreux trous de boulin (trous destinés à ancrer les échafaudages) tant au niveau du chevet et du transept que des façades méridionale et occidentale.

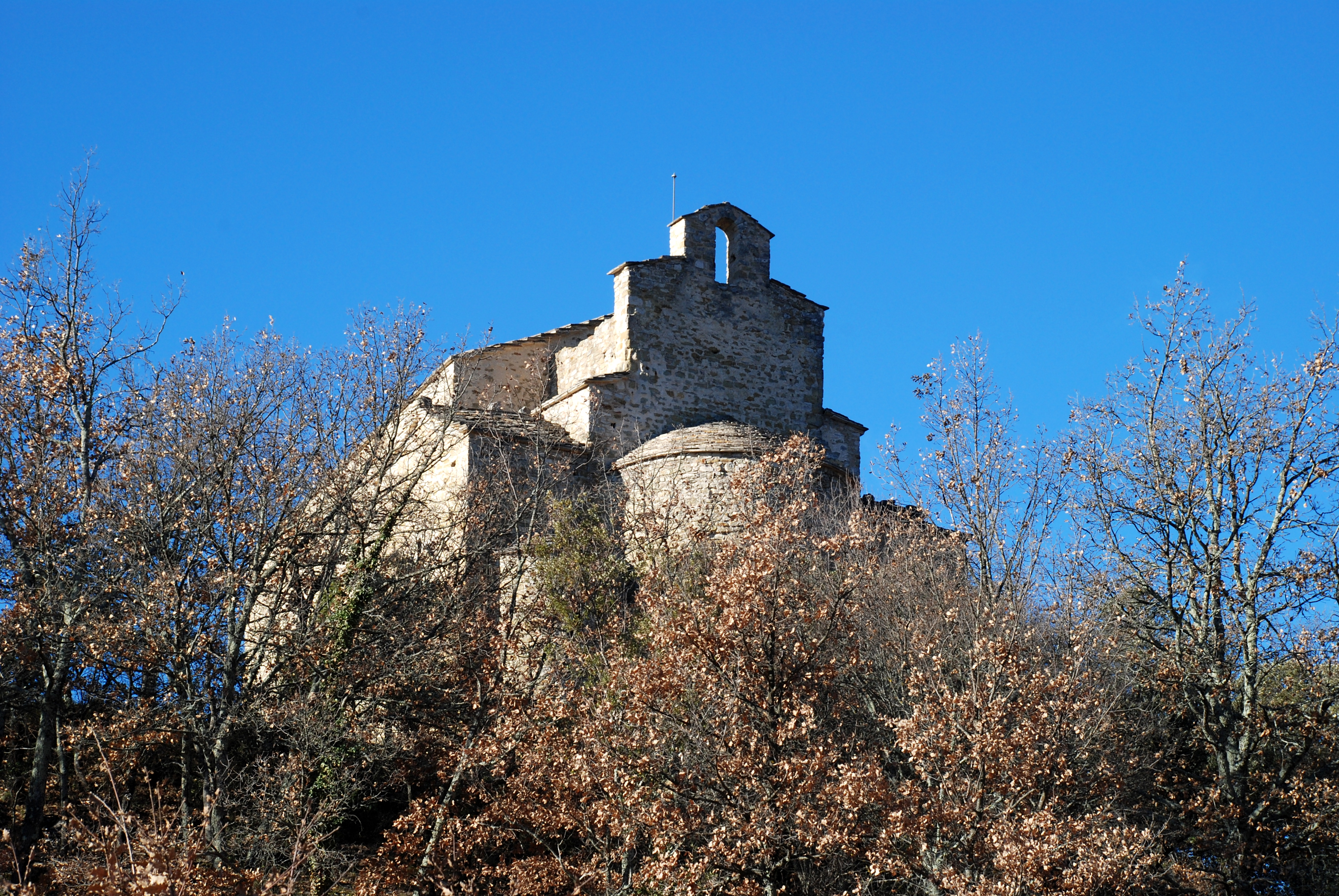
L'église vue de la vallée.
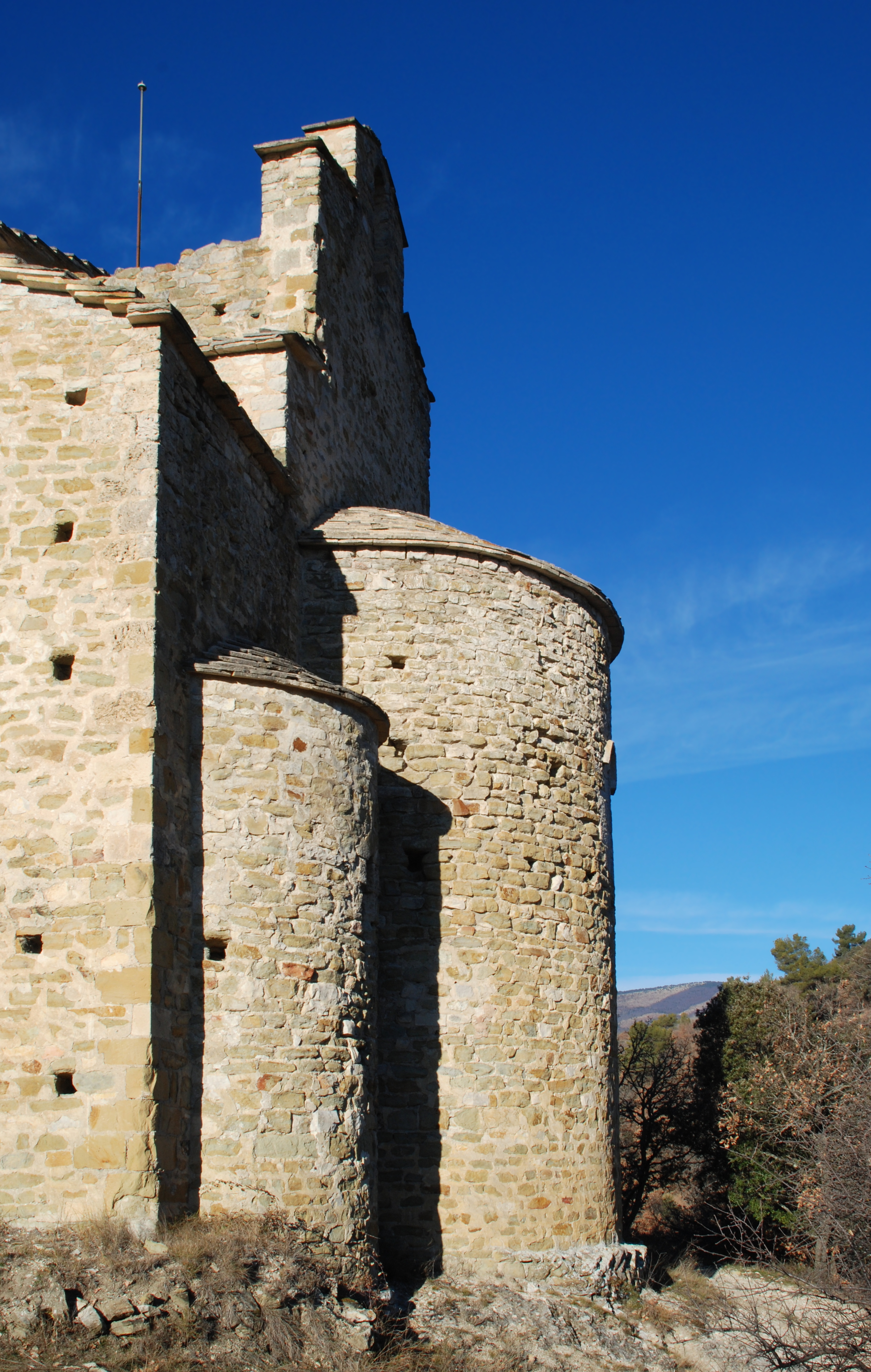
Le chevet.
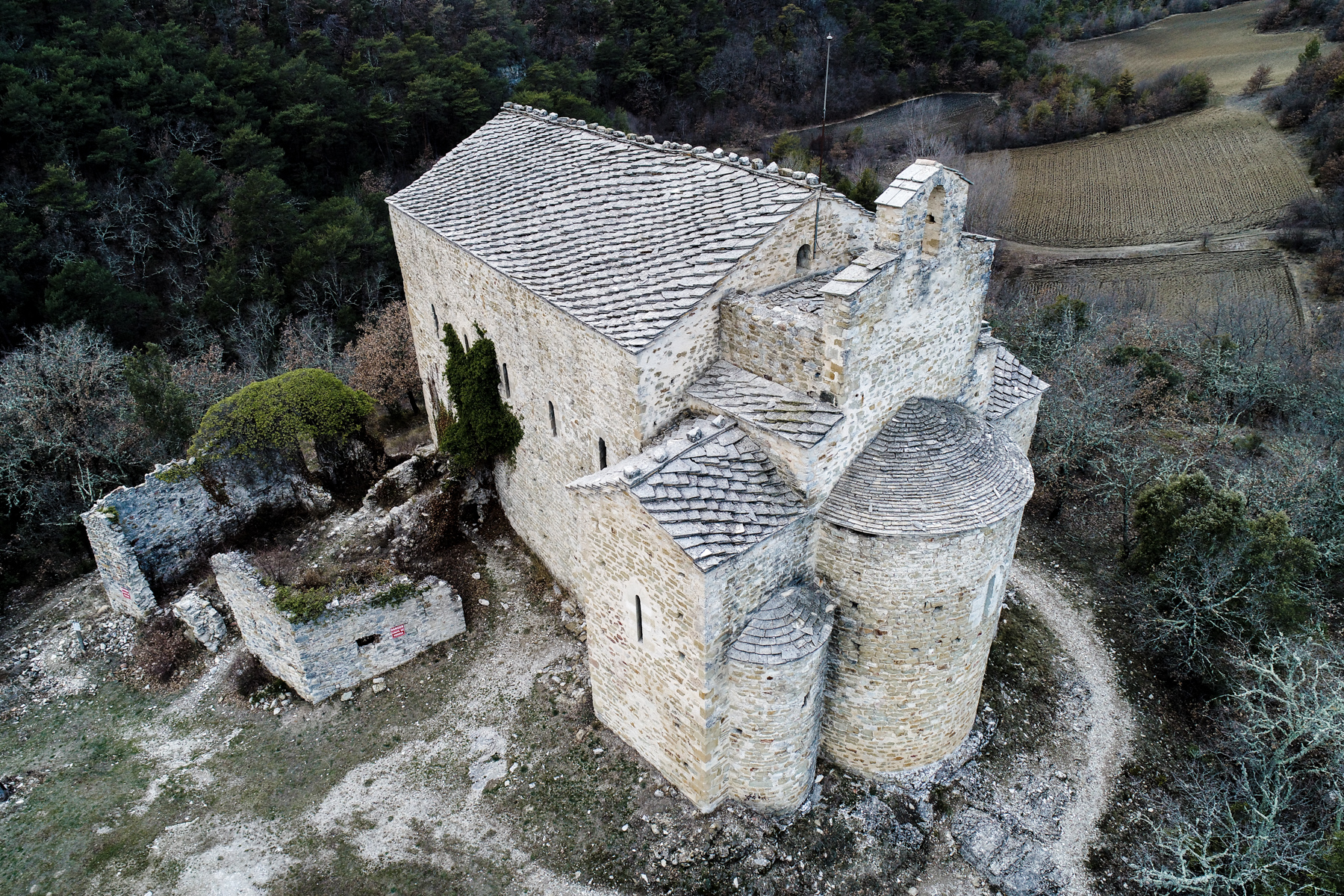
La toiture.

### Architecture intérieure
L’église, qui fait 22,85 m de long, comporte un véritable transept et des collatéraux, éléments assez rares en Haute-Provence.
La nef qui mesure 9,2 m de large et 10,2 m de hauteur sous voûte, est bordée de bas-côtés étroits (1,4 et 1,6 m de large) voûtés en quart de cercle, ce qui permet d’absorber une partie de la poussée de la voûte de la nef. 
Le transept n’est pas perpendiculaire à la nef et son sol est en pente du nord vers le sud. 